# Franz Magnis-Suseno

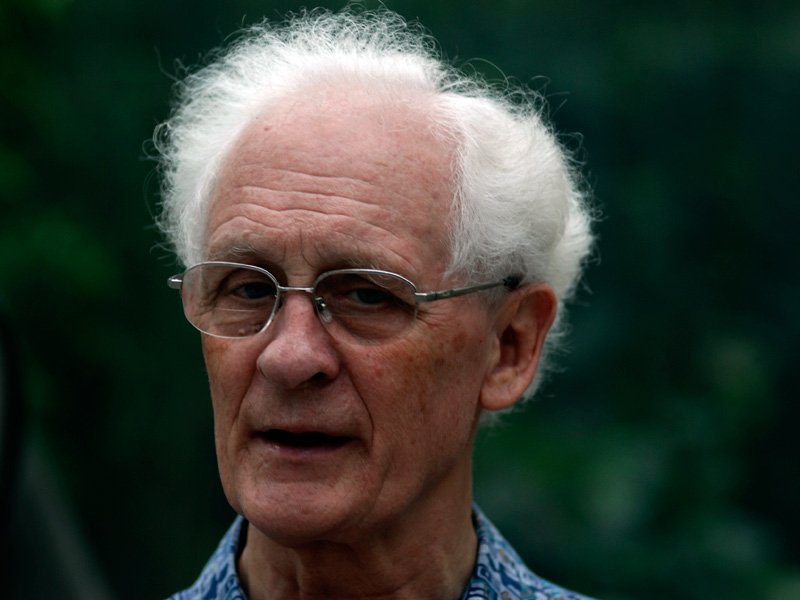
Franz Magnis-Suseno

Franz Magnis-Suseno, geboren als Maria Franz Anton Valerian Benedictus Ferdinand Graf von Magnis, (Eckersdorf, Silezië, Duitsland (thans Bożków, Polen), 26 mei 1936) is jezuïet van Duitse origine en een filosoof en antropoloog in Indonesië. Hij komt uit een Duits-Oostenrijks adellijke familie. Verder staat hij bekend als de directeur van de postdoctorale afdeling van de Hogeschool voor Filosofie Driyarkara te Jakarta. 
Toen hij de Indonesische nationaliteit verkreeg in 1977 heeft hij de Javaanse naam Suseno aan zijn familienaam toegevoegd. Deze Javaanse naam is ontleend aan het Sanskriet su wat "goed" betekent en sena wat "strijder" of "leger" betekent.
Hij heeft verder veel werken gepubliceerd over de Indonesische wijsbegeerte.

## Jeugd
Franz Magnis werd geboren in Eckersdorf, Neurode, Neder-Silezië in een katholiek gezin, voor het begin van de Tweede Wereldoorlog. Tijdens zijn jeugd had hij het moeilijk gehad vanwege de oorlog. Maar de verschrikkingen van de naoorlogse tijd zouden veel groter worden. Het Duitse grondgebied ten oosten van de Oder-Neisse linie werd afgescheiden van het Duitse Rijk en aan Polen en Sovjet-Unie toegewezen. Daartoe behoorde ook Neder-Silezië. Toen hij tien jaar oud was moest hij samen met zijn familie vluchten. Eerst vluchtten zij naar het westen van Tsjecho-Slowakije en later kwamen zij in West-Duitsland terecht.